# راديو فابريك
راديو فابريك هي محطة راديو مجتمعية في زالتسبورغ وهي أيضا محطة مستقلة غير هادفة للربح في النمسا.

## التاريخ

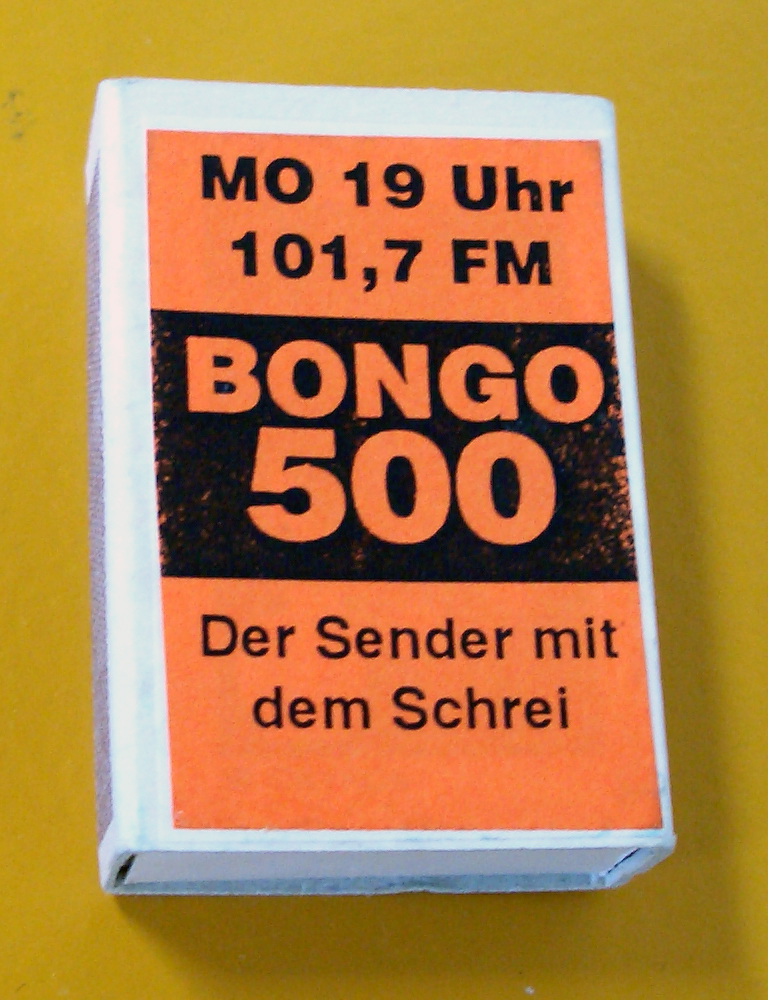
علبة الثقاب مع إعلان من "بيراتين راديو بونغو 500"، من 1992

بدأ بعض من مؤسسي Radiofabrik (على سبيل المثال وولفغانغ هرنر، الذي أصبح لاحقا المدير التنفيذي لRadiofabrik) محطة إذاعية غير شرعية في وقت مبكر من عام 1992، عندما كان احتكار الدولة على البث لا يزال ساريا. كانت تسمى إذاعة القراصنة «راديو بونغو 500».
تم الحصول على ترخيص في عام 1998، (بعد خمس سنوات تم إلغاء احتكار الدولة،) وأصبح Radiofabrik الراديوالمجتمعى الثاني في النمسا الذي يبث بشكل قانوني (حيث سبقه راديو هلسنكي الذي يبث من غراتس في وقت مبكر من 1995). في البداية كان Radiofabrik يعمل فقط خمس ساعات أسبوعيا على محطة إذاعية تجارية «راديو أرابيلا».
بدأ البث اليومي في يناير كانون الثاني عام 2002، وكان يتقاسم الموجات من محطة التجارية (راديو المدينة). ولكن بعد إفلاس «Objektwerbung GmbH ل» (صاحب راديو سيتي) في أكتوبر 2003 حصل Radiofabrik رخصة البث الكامل، وكان على الهواء 24ساعة سبع أيام في الاسبوع.

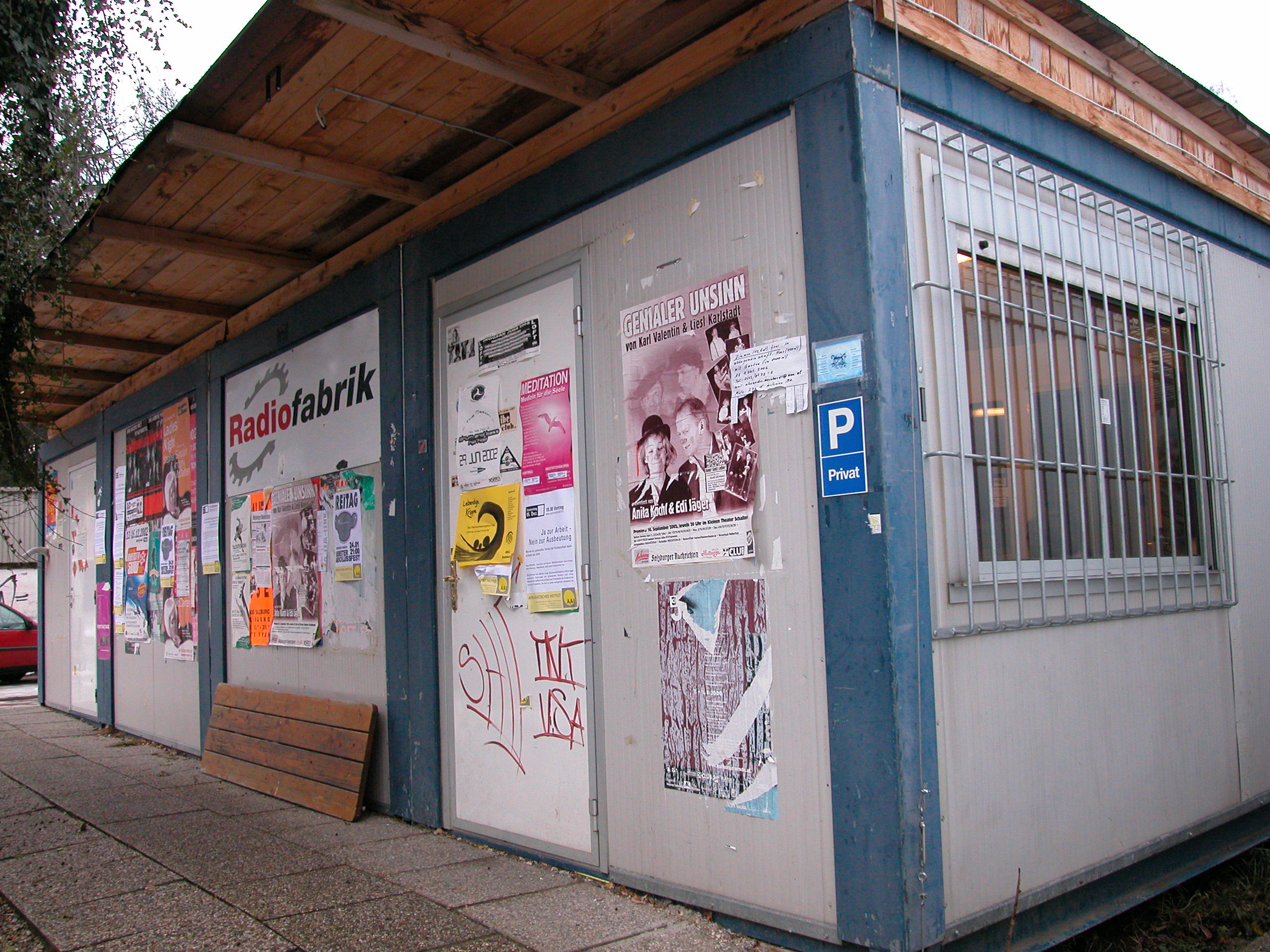
استوديو Radiofabrik في حاويات، حتى عام 2005

في الأيام الأولى الاستوديو كان يقع في نوع من الحاويات الجاهزة. في عام 2005 تم نقل مقر Radiofabrik داخل مقر الثقافة ارج سالزبورغ وهو مركز ثقافي قائم بذاته، حيث تم إنشاء البنية التحتية والمعدات المهنية (مكتب، الاستوديو، وإنتاج وغرف عمل الورش) وايضا radiofabrik لم تتوقف عن النمو طوال الوقت.
في عام 2014، 300 متطوع انتجوا مجموعة كبيرة من البرامج الإذاعية في 14 لغة مختلفة. من الأطفال إلى الناس الأكبر، من لا مأوى لهم إلى أساتذة الجامعة، من الموسيقى الكلاسيكية إلى الموسيقى الصاخبة، من السياسة إلى المواضيع الغير مهمة بمعنى انه يمكنك سماع أي شيء تقريبا على radiofabrik - باستثناء الإعلانات التجارية.

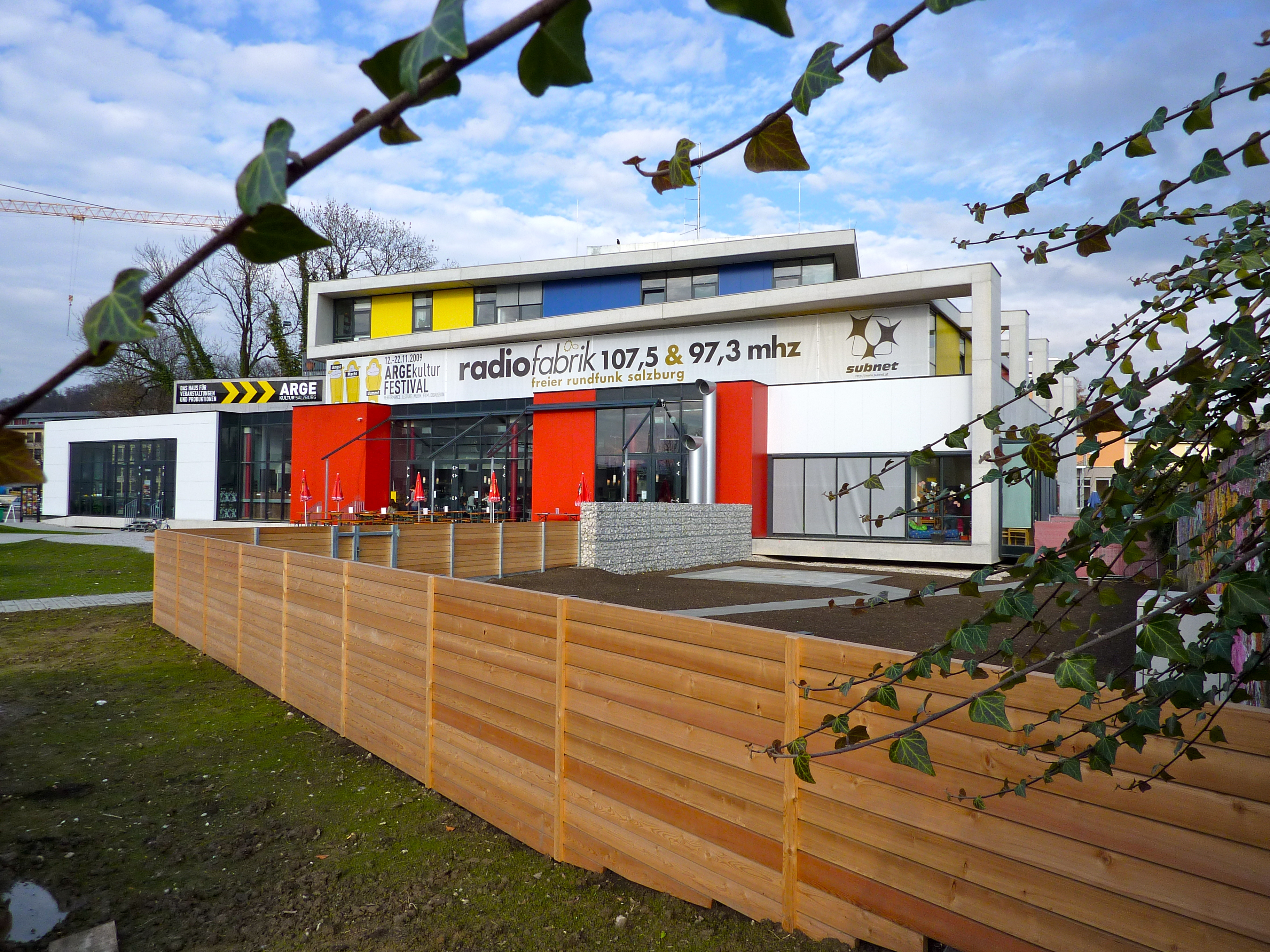
الاستوديو Radiofabrik في الطابق الاول من ارجى كلتور، وهوائي سقف للتردد 97،3 ميغا هرتز

## البرامج والمفاهيم
كمحطة راديو غير تجارية، غير هادفة للربح ومستقلة يعتبر radiofabrik مجتمع للجميع، أفرادا وجماعات، خصوصا بالنسبة لأولئك الذين يمثلون بشكل قليل أو غير منتشر وكامل في وسائل الإعلام الخاصة والعامة. لذلك توجد برامج التي تنتج عن طريق وللأشخاص كبار السن فوق الخمسين سنة، وبرامج خاصة تنتجها الشباب للأشخاص دون سن 18 عاما، والبرنامج أيضا في أكثر من 10 لغات مختلفة. لذلك يعتبر radiofabrik هو خدمة البث الأكثر تنوعا من حيث الآراء في سالزبورغ.
كل من يريد ان يكون له برنامجه الإذاعى الخاص به وأن يصبح عضوا في مجتمع radiofabrik، عليه فقط ان يحضر ورشة عمل، حيث يتم تدريس قانون الإعلام والمهارات التقنية والمهارات الصحفية الأساسية. الشخص المسؤول عن البرنامج حر في اختيار الموضوع والمضمون الذي يبث في برنامجه. ولكن يجب ان يبتعد محتوى البرنامج عن اى افكار متطرفة سواء أو بمعنى اصح خمسة اشياء وهي المحتوى العنصري، جنسي، المؤيدة للعنف أو مناهضة للديمقراطية، وكذلك الدعاية الدينية.
الصحافي جورج فيمر، الذي فاز بالفعل على العديد من الجوائز الصحفية، هو المسؤول عن تنسيق البرامج. ولكن جورج فيمر في إجازة أبوة منذ نهاية عام 2008. ولذلك في يناير 2009 تولى مدير المشروع إيفا شميدهوبر تنسيق وإدارة البرامج.

## المنظمة
حتى عام 2009 استند تنظيم Radiofabrik على دعامتين اساسيتين: «فراير روندفونك سالزبورغ» هي مؤسسة مسجلة، وهي فيها كل المبدعين ومقدمى البرامج والأنصاروهم أعضاء على المستوى المؤسسي. المؤسسة هي المسؤولة عن الخدمة الإذاعية. وتمتلك الجمعية مؤسسة مسؤوله عن البنية التحتية (Sendeanlagen GESMBH)، التي قامت أيضا بعقد رخصة البث. في عام 2009 تم التخلي عن الشركة. ولكن البنية التحتية والترخيص على حد سواء ذهب للجمعية.
ويتكون مجلس الإدارة من المعلم والصحفي أوليفر باومان (رئيس المؤسسة)، والعلماء سو كارير وإيفا ماريا كوبين (الاثنين موجودين في جامعة سالزبورغ)، ومؤسس Radiofabrik فولفغانغ هرنر والمستشار الادارى فولفغانغ شتوجر
حتى عام 2007 كانت تدار Radiofabrik مؤسس وولفانغ هرنر. وكان مربي الكبار أندرياس واجنر الرئيس التنفيذي في الفترة من 2007 إلى مارس 2008 ومن بعدها أصبح فنان وسائل الاعلام المديرالاعلامى الف التيندورف الرئيس التنفيذي ل Radiofabrik.

## مشروع العمل
الاتصال المحلي ل Radiofabrik والمنظمات غير الحكومية والمواقع الثقافية في سالزبورغ شيئا حيويا لبرنامج Radiofabrik. والتوعية نحو الاتحاد الأوروبي، الذي يبلغ ذروته في المشاركة في العديد من المشاريع التي بدأها الاتحاد الأوروبي.
وقد زاد ذلك من أهمية الأنشطة في مجال التعليم الذي له صلة بالاعلام. ومن الأمثلة على ذلك بعض المشاريع مثل المشروع الذي كان في سنة (IIIEuRegio Medienzentrum" (2006 - 2009)، حيث تدخل وشارك فيه "أكتيون السينمائي سالزبورغ" ومكتب مقاطعة TRAUNSTEIN .

## المشاريع
1)تحقق من اختيارك واختيار أوروبا (2014، بأمر من البرلمان الأوروبي)

2) الاتحاد الأوروبي ومشروع مدمن 2 العشوائي (2011-2013)#

3)الاتحاد الأوروبي ومشروع (هورشتولبرشتاين (2012)

4) الاتحاد الأوروبي ومشروع (اوهرينبليك (2009 - 2011)
5) الاتحاد الأوروبي ومشروع هورمانمال – في ذكرى سونيك (2009 - 2010)
6) الاتحاد الأوروبي ومشروع Civilmedia (المؤتمر السنوي منذ عام 2006)

7)الاتحاد الأوروبي ومشروع حوارات راديو - أصوات التنوع (2008 - 2009)

8) الاتحاد الأوروبي ومشروع تحدث عنه (2007 - 2008)
9) الاتحاد الأوروبي ومشروع دعنا نتحدث عن العلوم (2007)
10) الاتحاد الأوروبي ومشروع أنا أتكلم كرة القدم (2008)

11) مشروعEuregio- المركز الإعلامي EuRegio (EMZ) (2006-2009)
12) راديو EuRegio للأطفال - إذاعة، ل ومع الأطفال
13)حسناء من الكرة - مشروع "Rasende Reporterin" في EURO2008
14) (mozartRemixed (2006

## التكنيك
Radiofabrik قامت بتطوير الأجهزة والبرمجيات لهيئة التحرير من المحطات الإذاعية. في عام 2005 قدم -مهندس الشبكات هيرمان هوبر برنامج جديد يدعى YARM وله دور في تحديث وتشغيل برامج الراديو في آرس إلكترونيكا. وقد قام الكثير من الإذاعات المجتمعية النمساوية باستخدام YARM. في عام 2014 تم التخلي عن هذا التطوير.

### منطقة البث

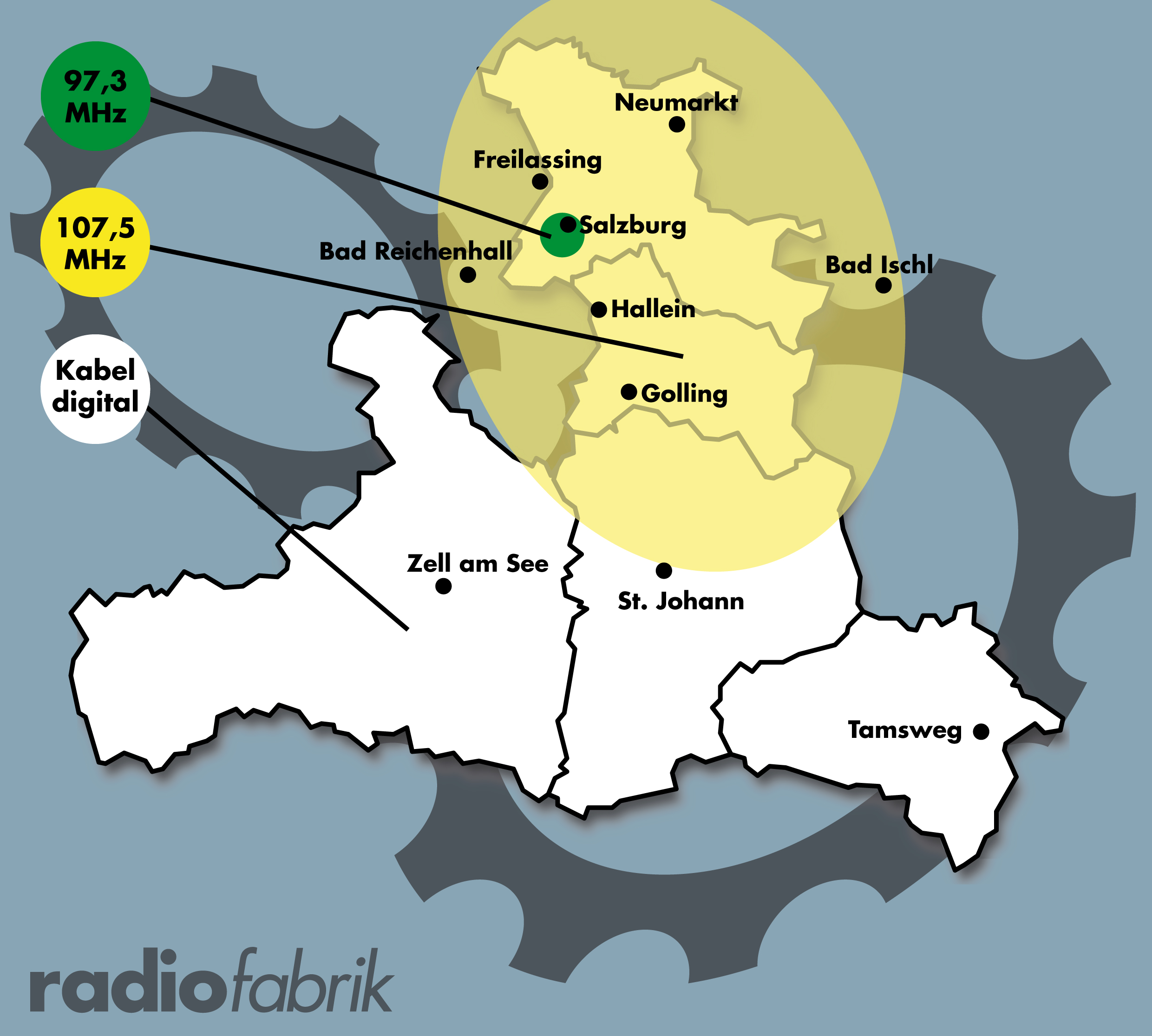
Radiofabrik - منطقة البث (2014)

يبث Radiofabrik على الموجتين الاتيتين 107,5 FM 97.3 ميغاهيرتز و (مدينة سالزبورغ، فلاخ جاو، تينين جاو، بيريشتيس جادينر لاند، تراونشتاين)، عبرالكابل في كل ولاية سالزبورغ وعبر الإنترنت بث مباشر.

### استوديوهات خارجية

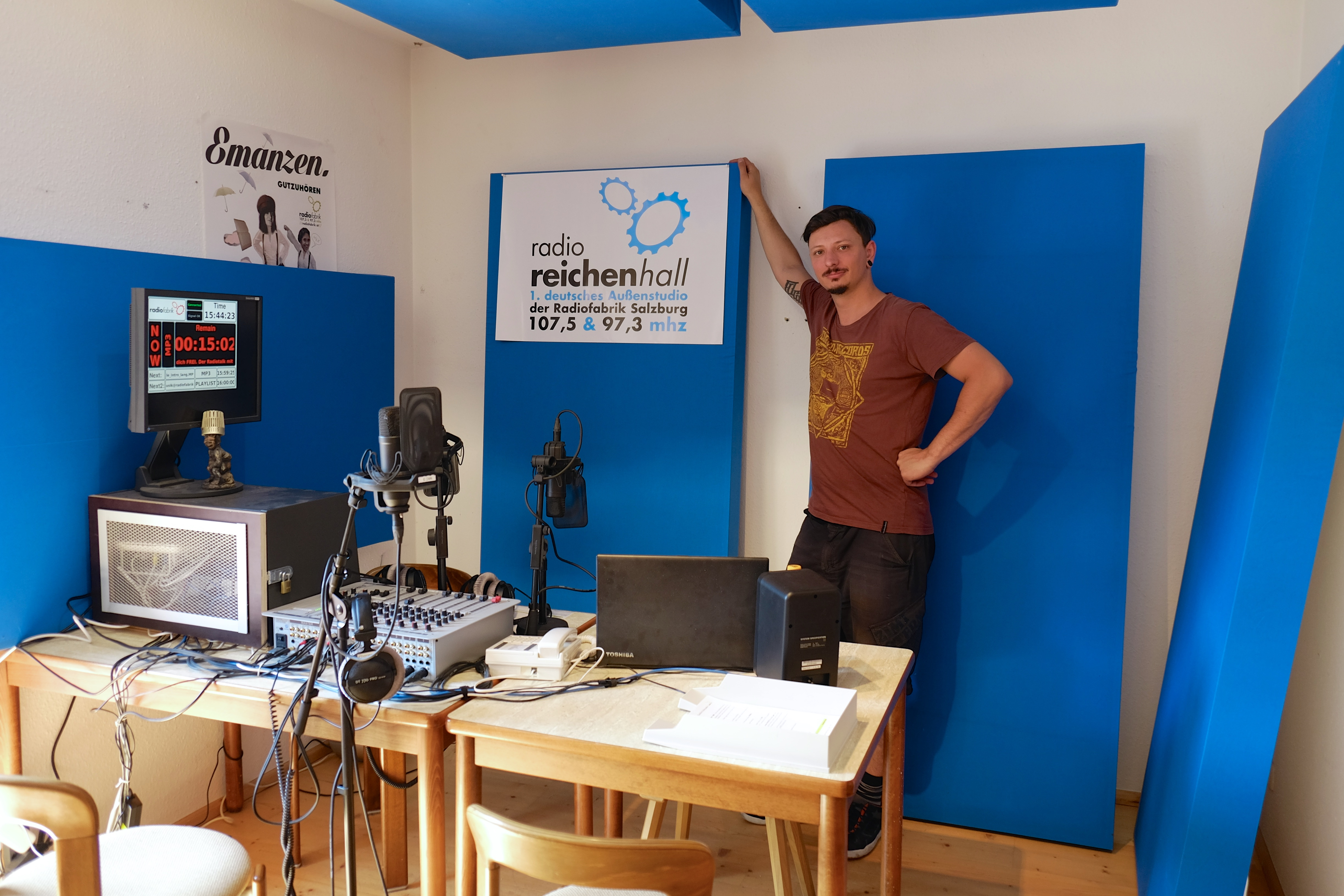
استوديو خارجي في باد ريتشنهول - (2015)

في يوليو 2015 افتتح Radiofabrik؟ ق أول استوديو خارجي في باد ريتشنهولألمانيا

## الشراكات
Radiofabrik 107.5 عضو في تحالف المجتمع المحلي لراديو النمسا (فيرباند فرايرراديو النمسا) والمنظمة التي تعتبر مظلة المواقع الثقافية سالزبورغ (Dachverband Salzburger Kulturstätten). وهذه الجمعية هي مؤسسه ولها حصة 24٪ من تلفزيون المجتمعFS1.

## الجوائز
حصلت Radiofabik على الجوائز التالية:
1)الجائزة الثقافية للتكامل وحقوق الإنسان التكامل اوند وهبت به حزب الخضر سالزبورغ وجيرار مورتيير، 2003)

2)جائزة الثقافية للدولة الاتحادية سالزبورغ (Kulturpreis قصر اندز سالزبورغ، 2003)

3) جائزة الإذاعة لتعليم الكبار (2007، 2008، 2009، 2010، 2011، 2012، 2013، 2014)

4) جائزة الإعلام البديل من وسائل الإعلام أكاديمية نورنبرغ ومؤسسة فريدريش ايبرت (FES)، (2008)
5) الجائزة الإعلامية للمنظمة الألمانية (Kindernothilfe) (2008) (6

ESIS - ختم لمشاريع متعددة مبتكرة (2003، 2008)

## روابط خارجية
الموقع الرسمى لراديو فابريك